# Avenue de Saxe (Paris)
Pour les articles homonymes, voir Avenue de Saxe.
L’avenue de Saxe est une avenue des 7e et 15e arrondissements de Paris, en France.

## Situation et accès
Elle débute 3, place de Fontenoy et se termine 100, rue de Sèvres.
Tous les jeudis et samedis, de 8 h à 14 h, prend place le marché de Breteuil, en plein air. On y trouve des commerçants-artisans, petits producteurs de produits frais français, italiens, libanais, etc.
L'un de ses terre-pleins centraux porte le nom de place Simone-Michel-Lévy.

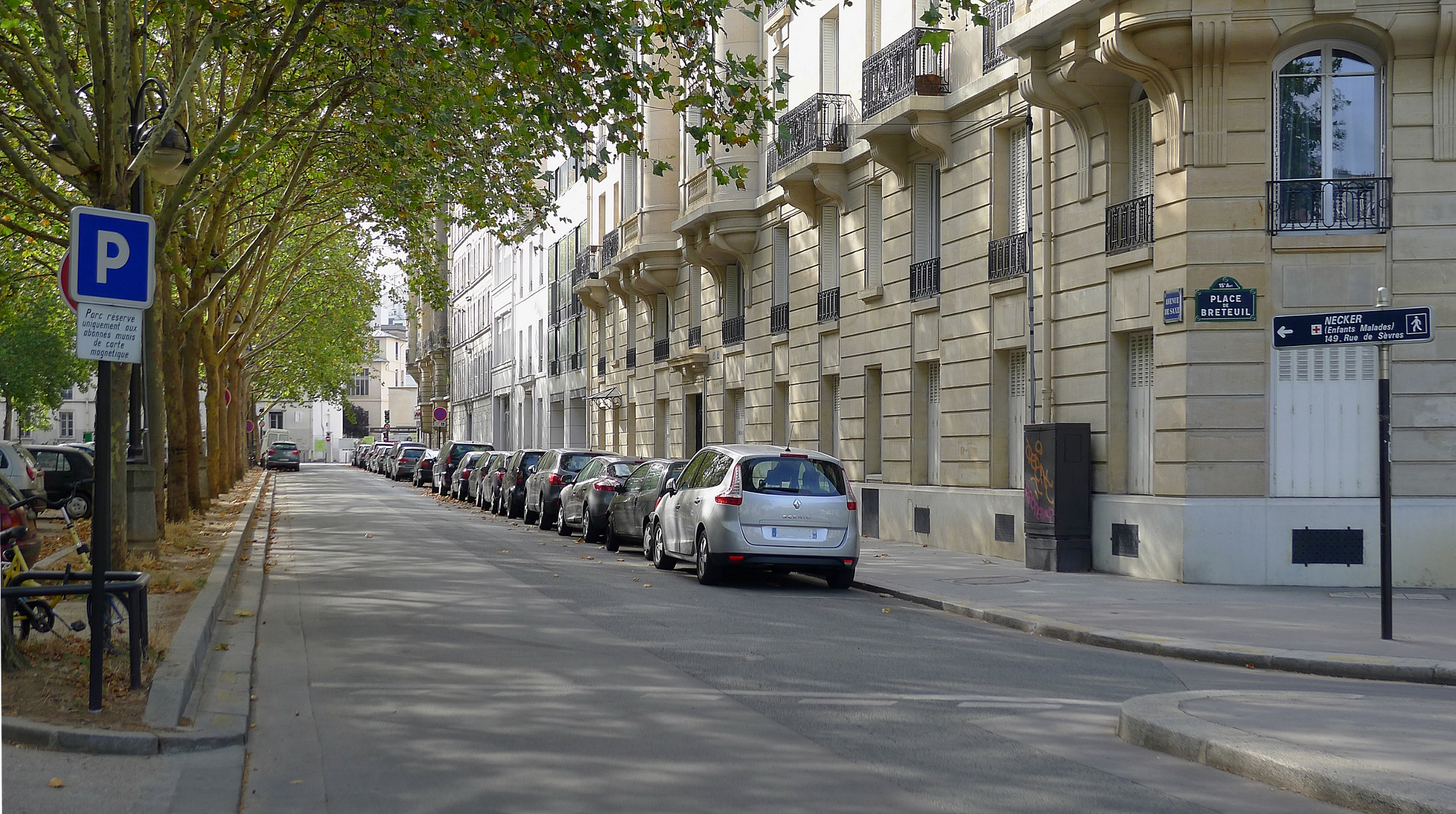
Partie 15e de l'avenue (au sud-est de la place de Breteuil).
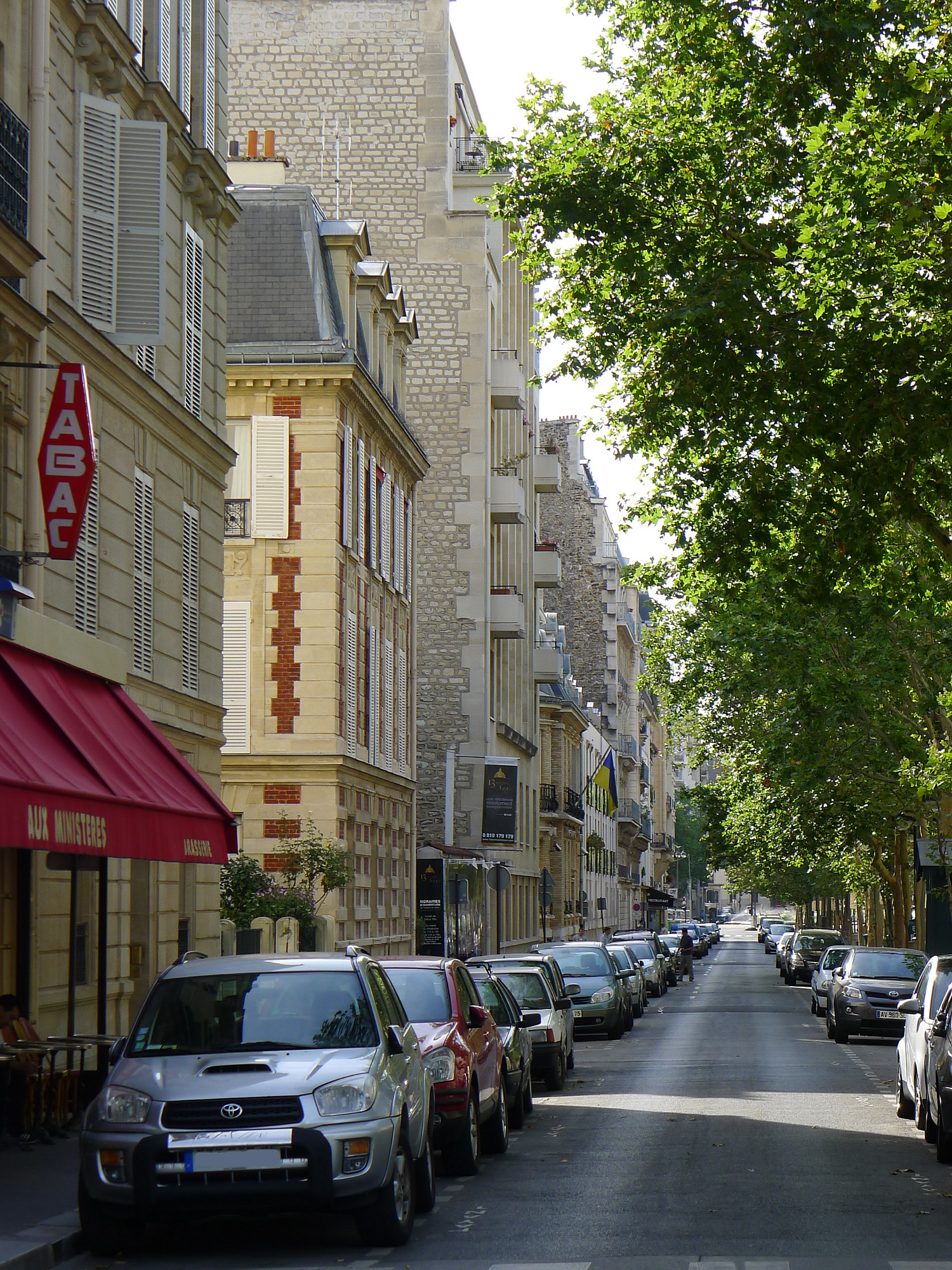

## Origine du nom

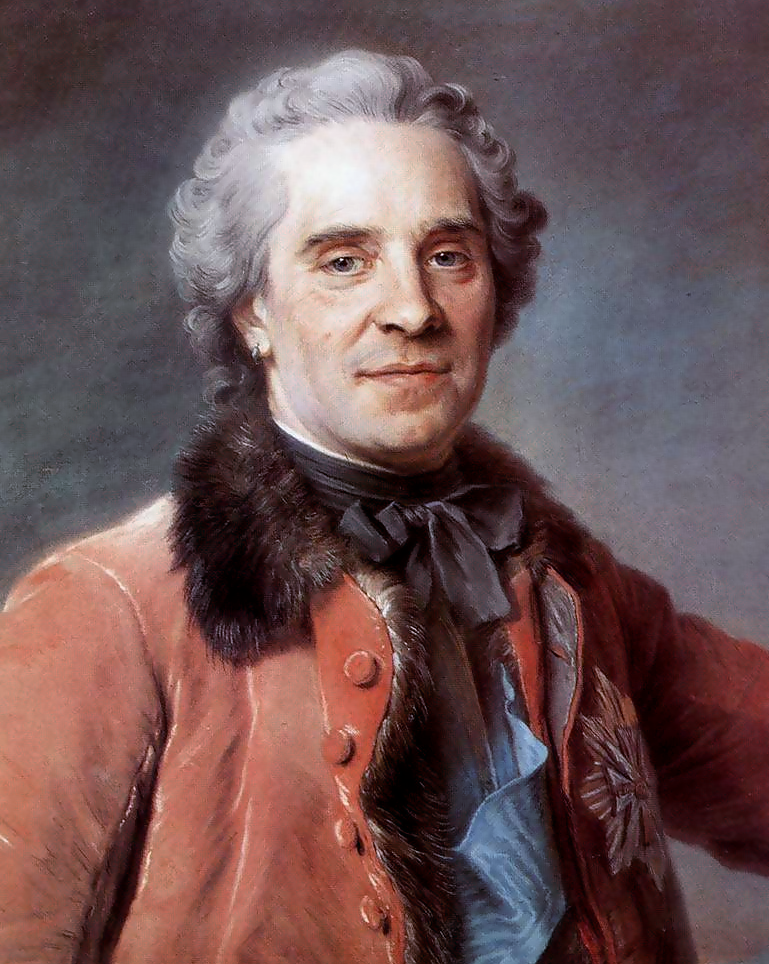
Maurice de Saxe, par Quentin de La Tour.

Elle tire son nom du maréchal de France Maurice de Saxe (1696-1750).

## Historique
La voie est tracée vers 1780 et cédée par l'État à la ville en vertu de la loi du 19 mars 1838.
La partie située du côté des numéros pairs, entre la place de Breteuil et la rue Pérignon, marquait la limite des abattoirs de Grenelle.

## Bâtiments remarquables et lieux de mémoire
- No 2 : maison de l'UNESCO.
- No 13 : ensemble de logements réalisé en 2014 par les architectes Emmanuel Combarel et Dominique Marrec, associant réhabilitation d’un bâtiment existant et construction d’un bâtiment neuf[2].
- No 21 : ambassade d'Ukraine en France.
- No 24 : immeuble construit en 1910 par Ch. Dupuy, signé en façade, lauréat du Concours de façades de la Ville de Paris en 1911[3].
- No 26 : emplacement du couvent des Carmélites, décrit par Huysmans dans De tout (Les Carmels de Paris)[4].
- No 52 : Ferdinand Foch y a résidé en novembre 1918 ; une plaque lui rend hommage.
- No 55 : ancien central téléphonique « Ségur », édifié en 1900 par l'architecte Jacques Debat-Ponsan, d'autres sources mentionnant Jean Boussard. Il s'agit d'un immeuble de trois étages en pierre de taille et en briques jaunes, dont la façade est ornée de bas-reliefs (lettres « RF » pour République française, femmes sculptées au milieu des voussures et têtes de lion sous les linteaux des fenêtres du premier étage). Initialement, le bâtiment ne faisait que deux étages et était surmonté d'un toit en forme de coque de bateau renversé ; il a été par la suite surélevé de trois étages supplémentaires dans un style plus sobre, avec un toit-terrasse. Il abritait les « demoiselles du téléphone »[5]. Après d’importants travaux de restructuration, un hôtel quatre étoiles de 118 chambres ouvre à cette adresse dans le courant de l’année 2025[6],[7].

No 55
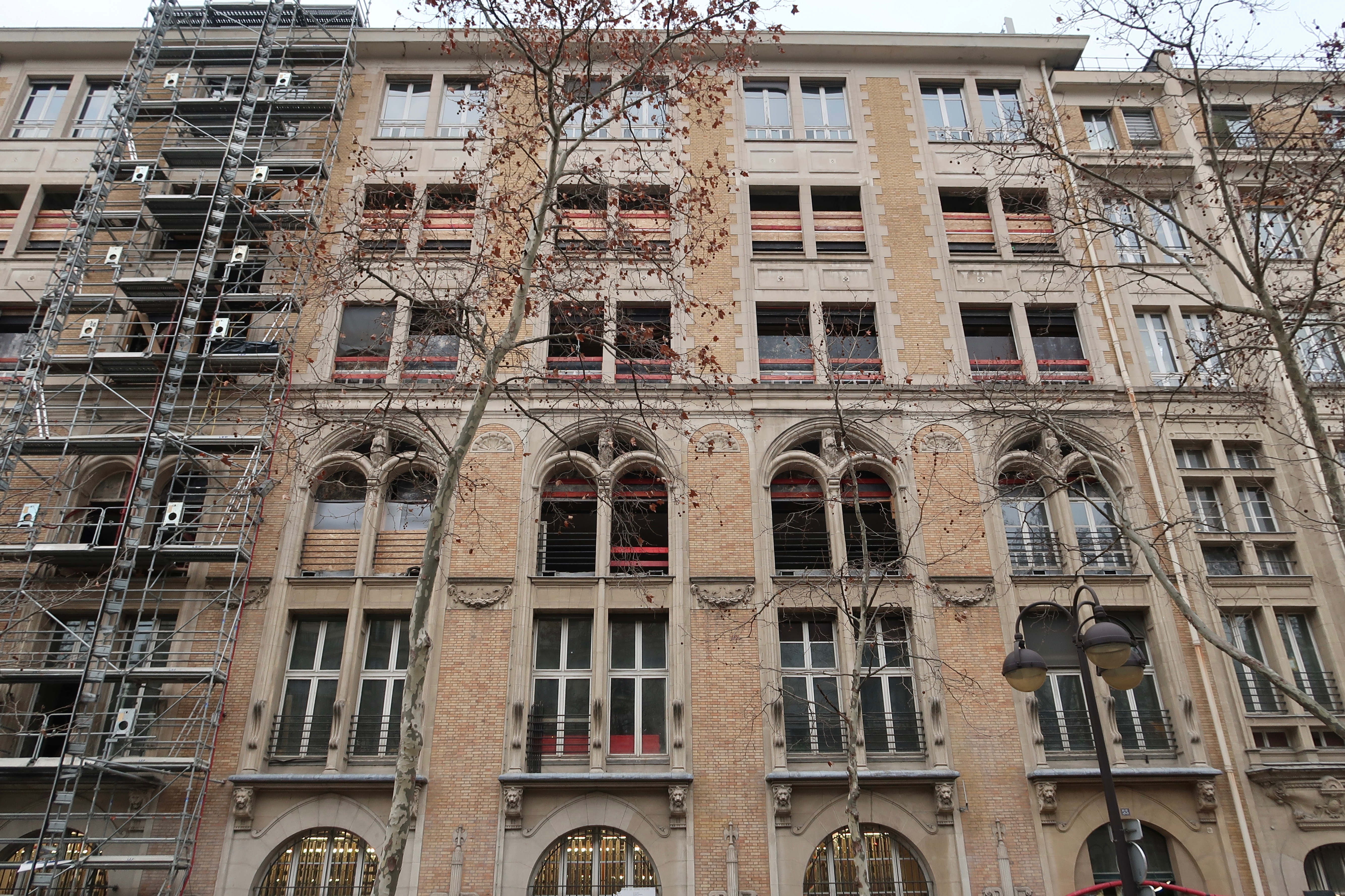
En 2019 (en travaux).
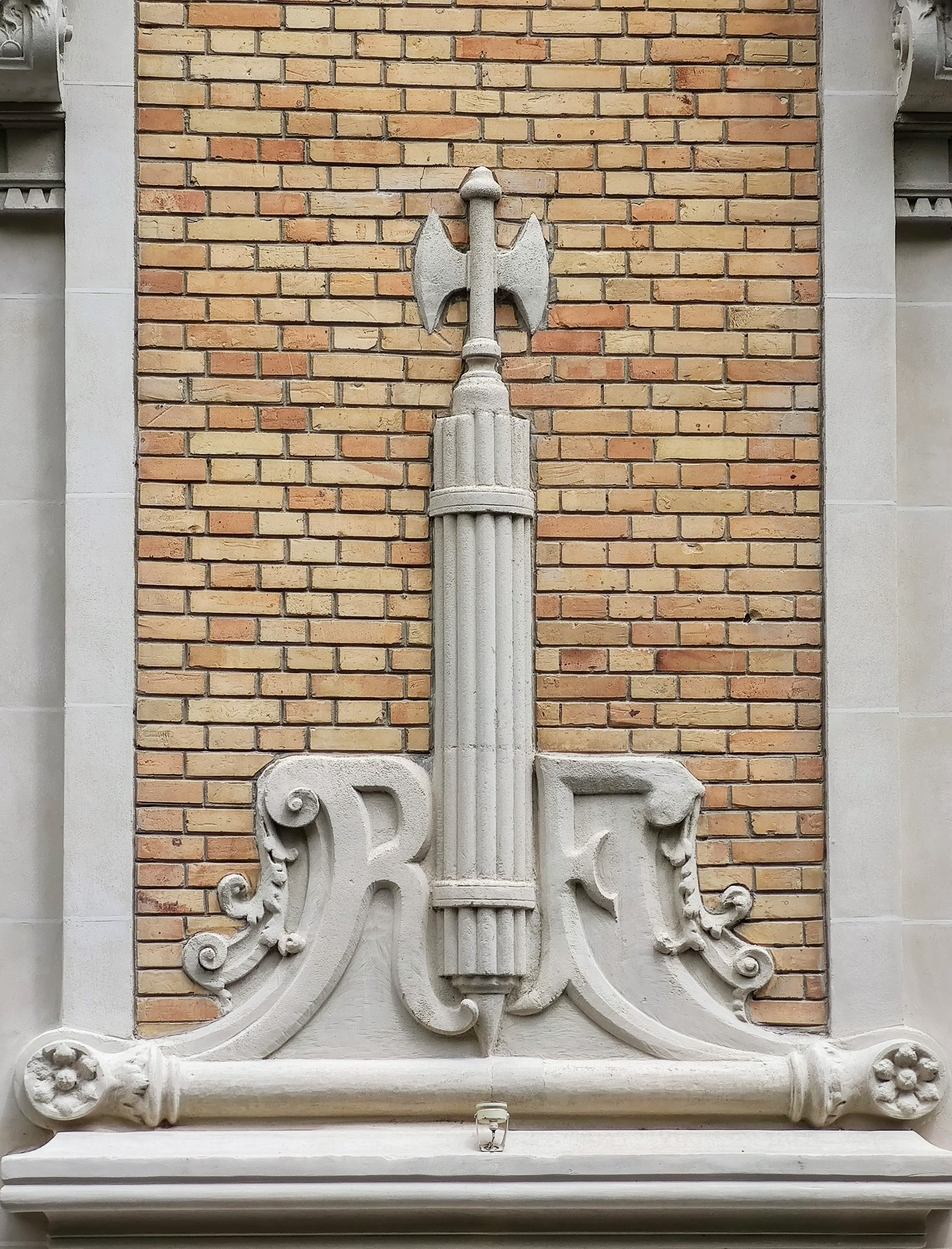
En 2025 : détail de la façade.
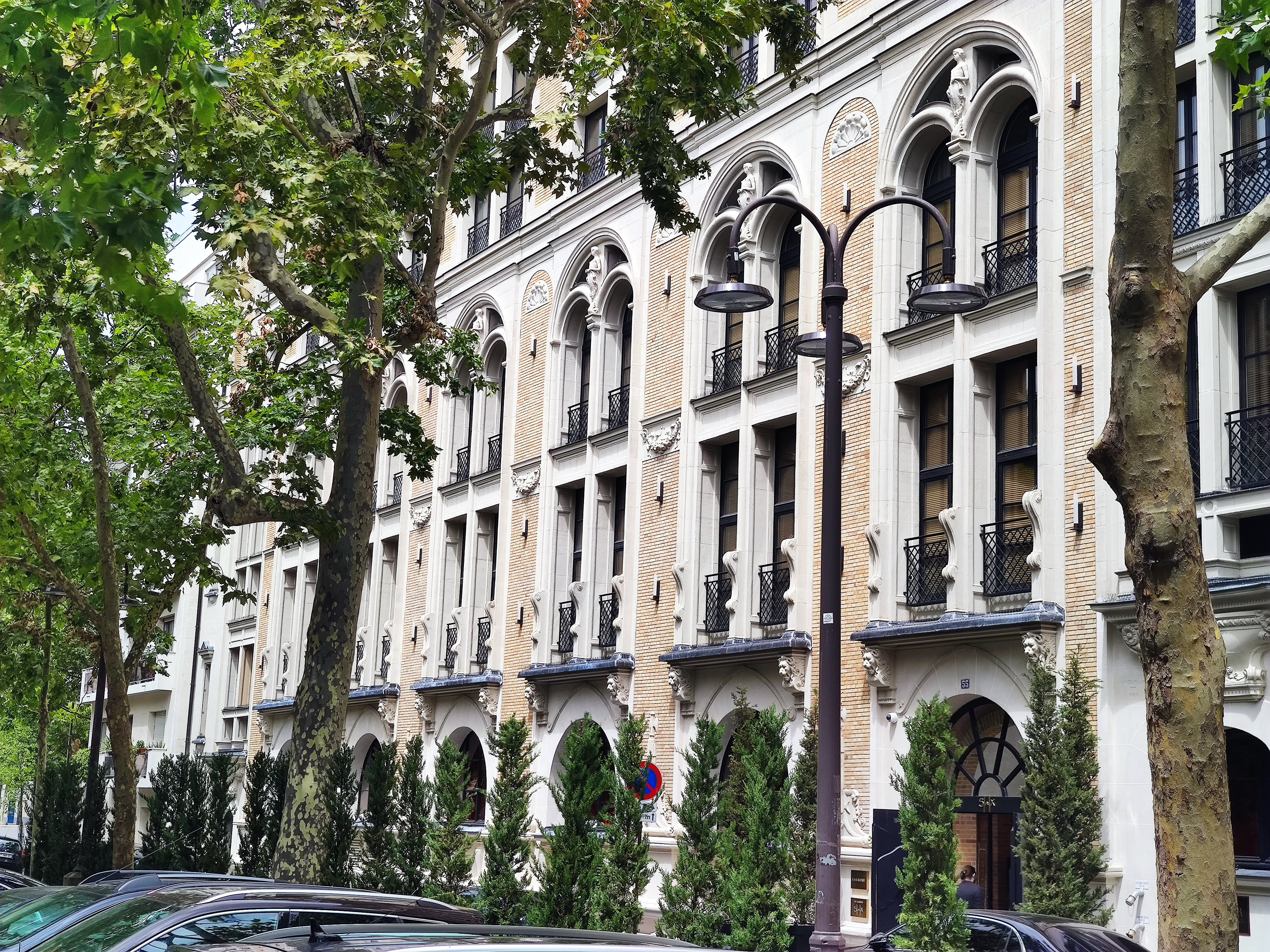
En 2025.

- No 62 : siège des éditions Payot et Rivages.
- No 77 : la religieuse Marie Skobtsova y fonda un foyer pour jeunes femmes isolées au début des années 1930.

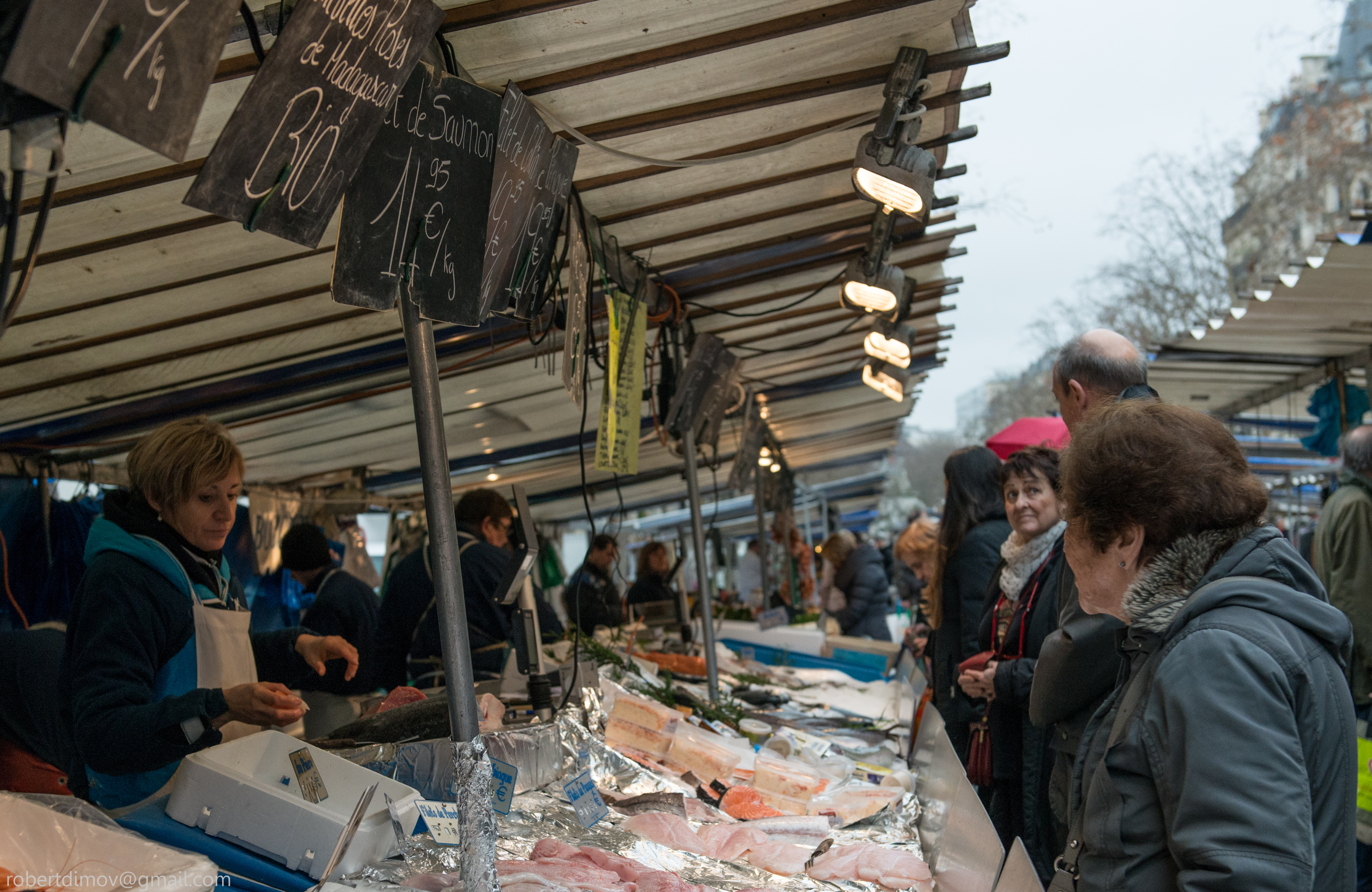
Marché.
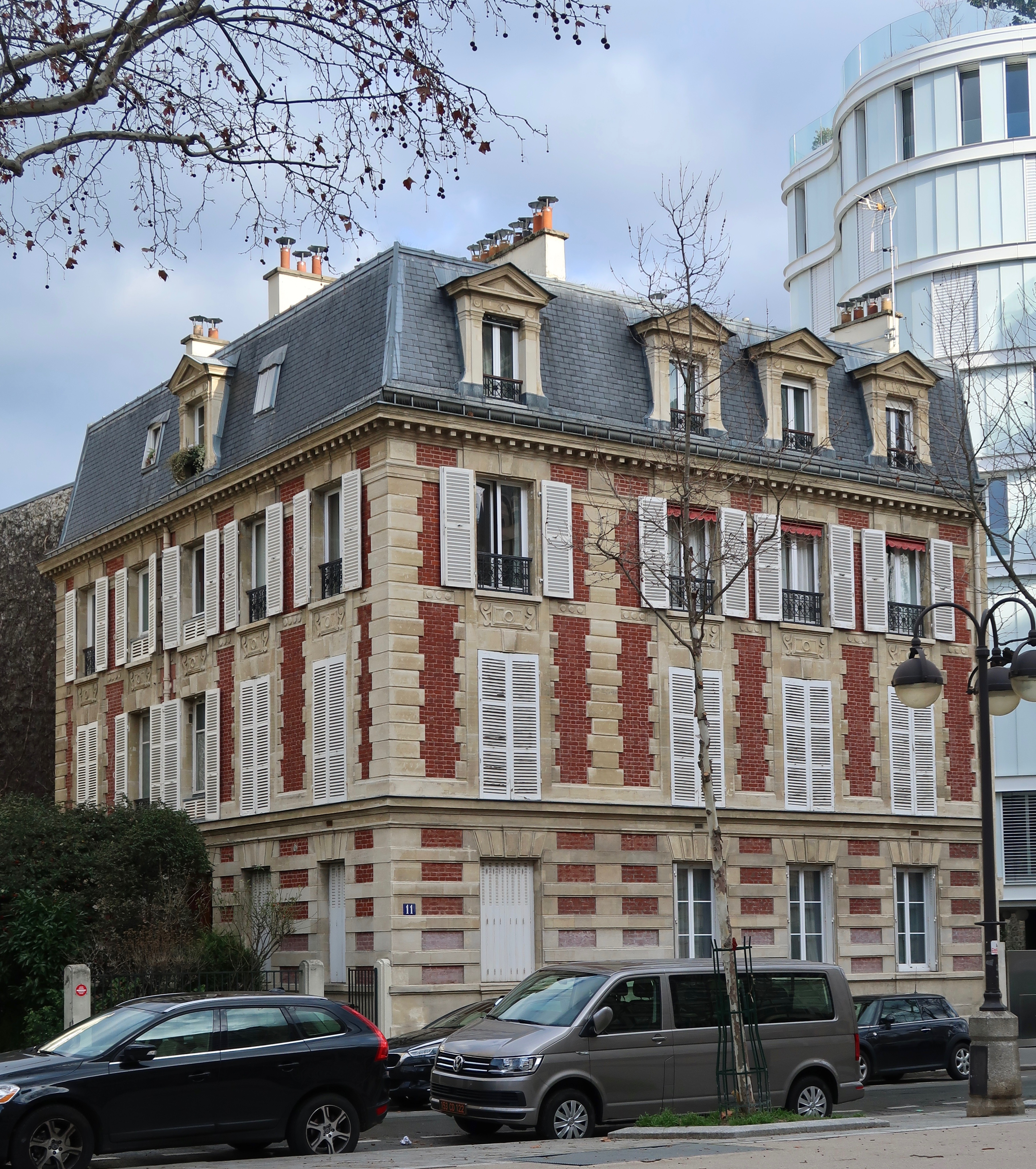
No 11.
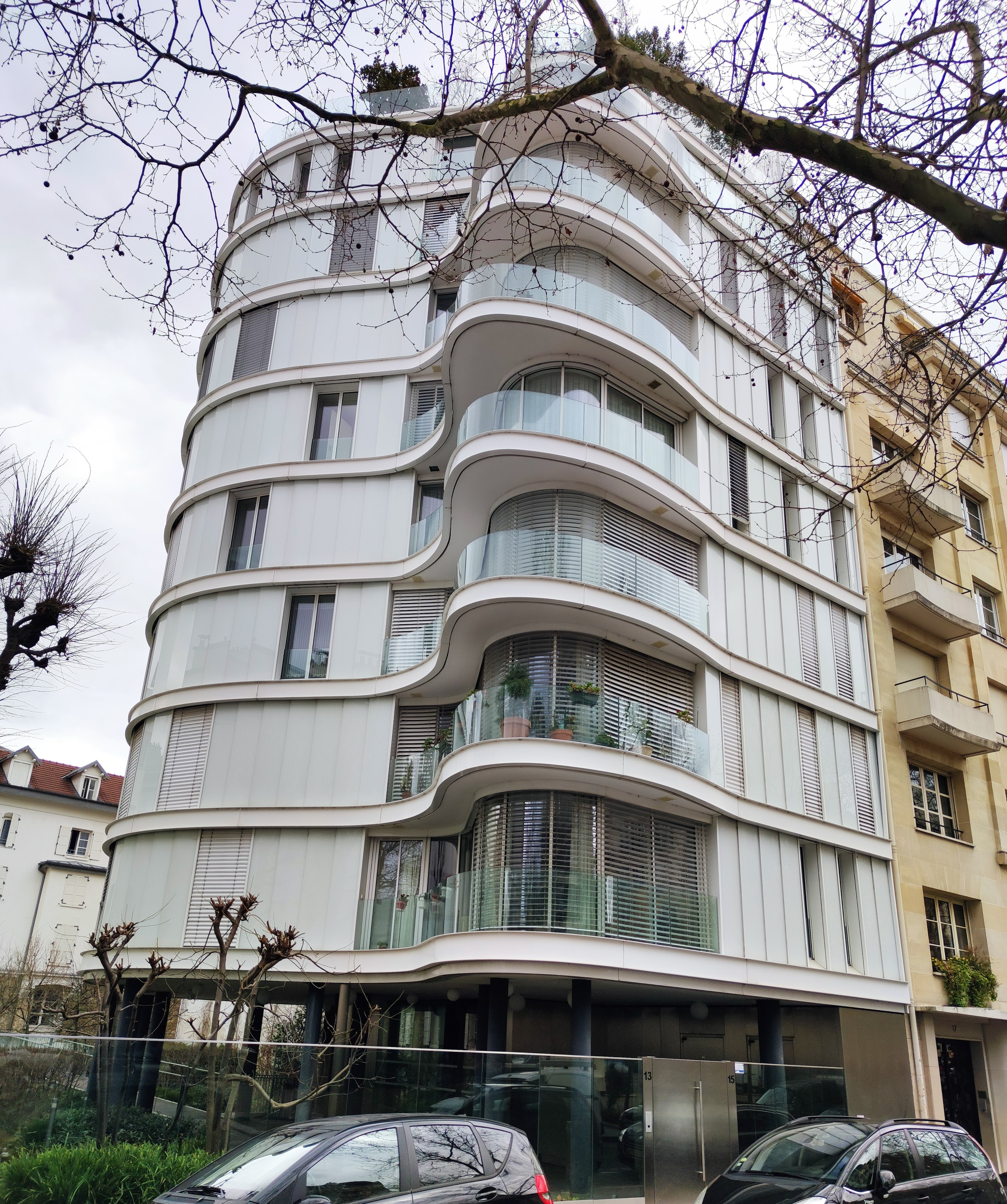
No 13.
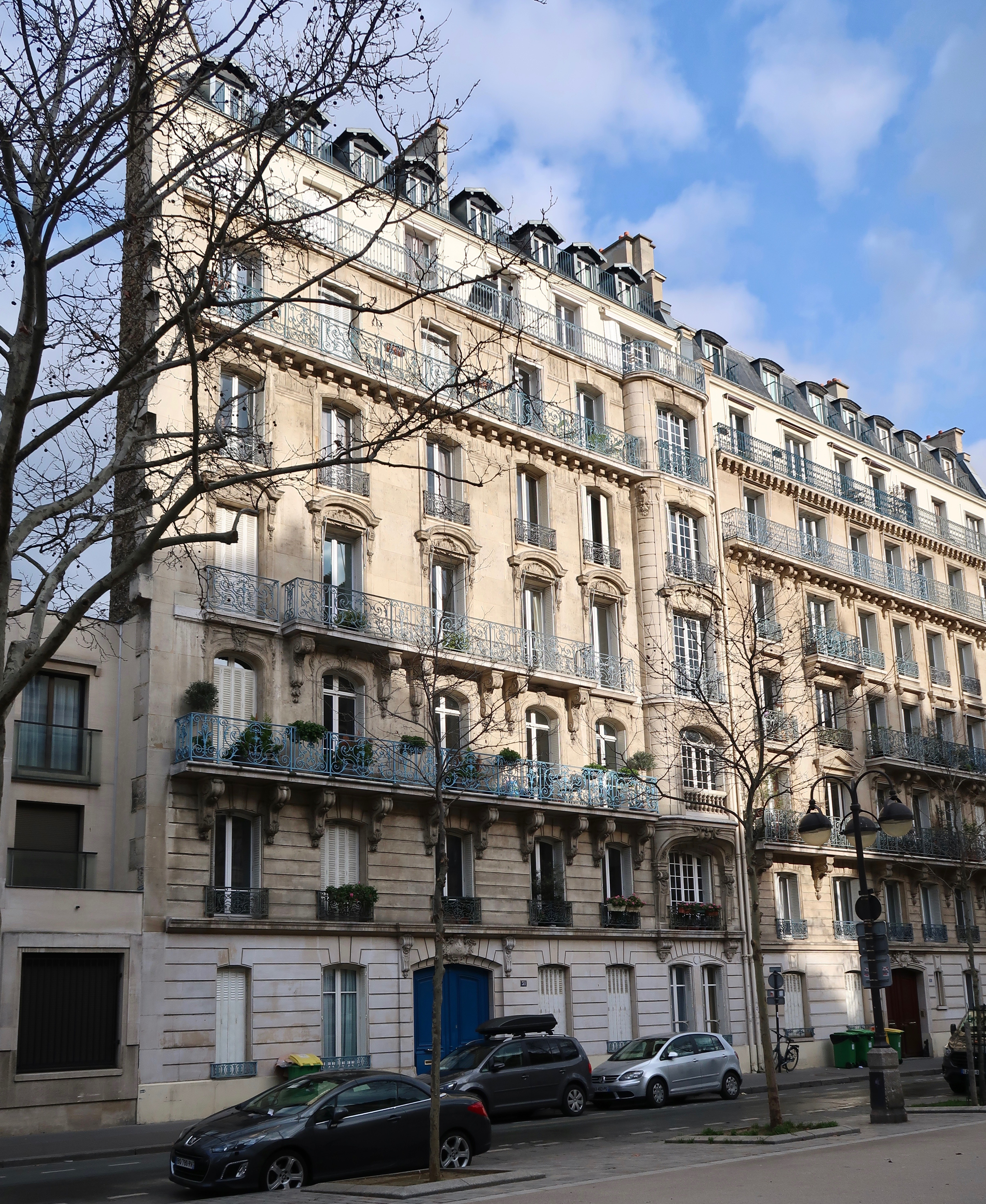
No 31.
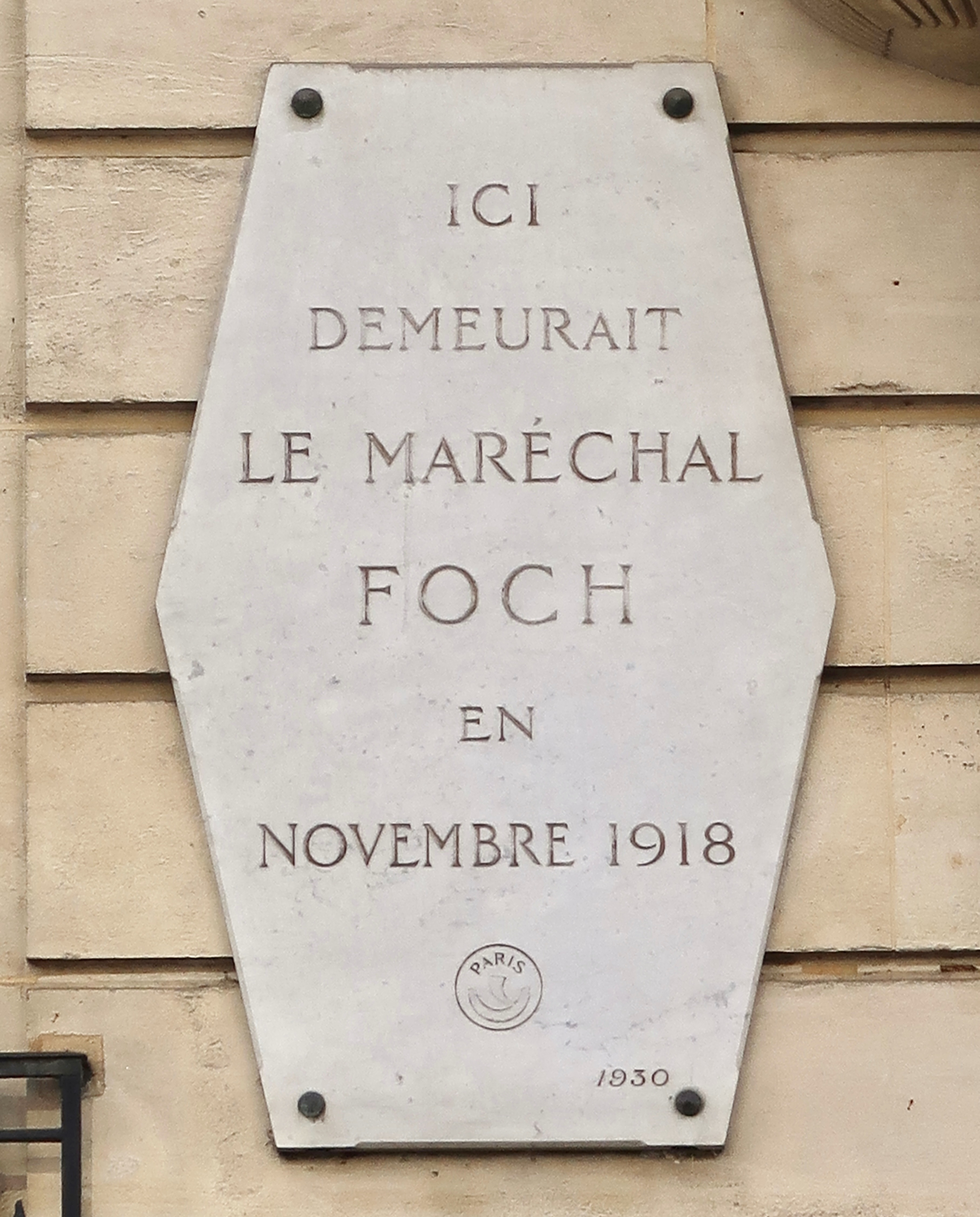
Plaque au no 52.
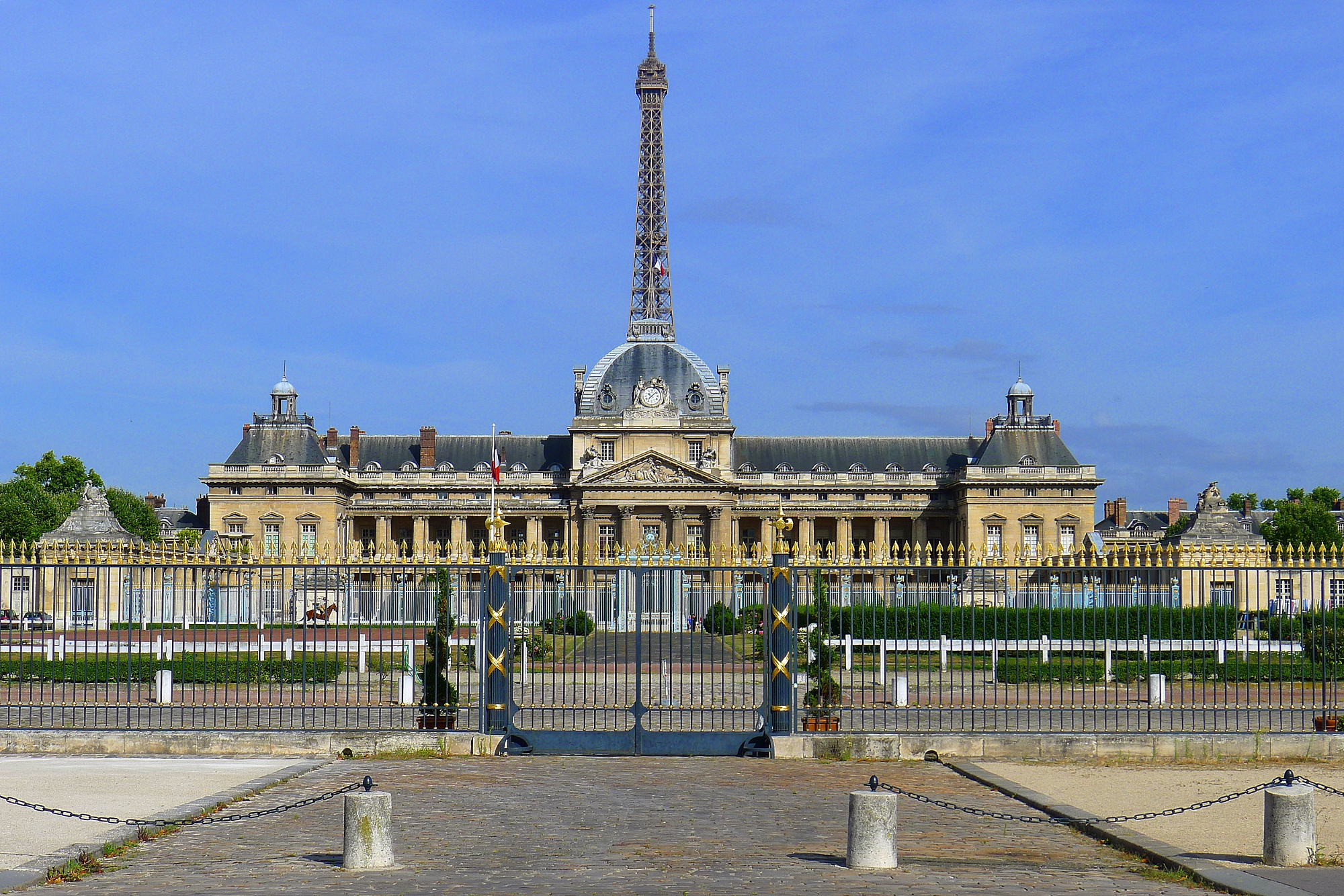
L'École militaire, à l'extrémité de l'avenue.

### L'avenue au cinéma
Le film Mission impossible 6 de Christopher McQuarrie a été partiellement tourné avenue de Saxe.